# Bounty Bay
Bounty Bay eller Bounty Bugten er en bugt, der ligger ved Adamstown, Pitcairn i det sydlige Stillehav. Den er opkaldt efter det britiske skib, HMAV Bounty, hvis besætning gjorde mytteri, og i 1790 brændte skibet i denne bugt. Man kan derfor stadig finde vragdele fra skibet i bugten. Bugten udgør øen Pitcairns eneste havn.